# Monie Love
Monie Love (* 2. Juli 1970 als Simone Wilson in London, Großbritannien, jetzt Simone Gooden) ist eine englische MC und Radiomoderatorin in den USA. Love war eine respektierte Figur im britischen Hip-Hop und war erfolgreich bei der amerikanischen Hip-Hop-Hörerschaft als Protégé der amerikanischen MC Queen Latifah sowie durch ihre Mitgliedschaft bei Native Tongues Ende der 1980er-/Anfang der 1990er-Jahre. Love gehörte zu den ersten BritHop-Künstlern, die von den größeren Labels unter Vertrag genommen und weltweit vertrieben wurden.

## Frühe Jahre
Monie Love wurde im Battersea, London als jüngere Schwester des Technomusikers Dave Angel geboren, ihr Vater war Jazzmusiker in London.

## Karriere
Monie Love begann ihre Hip-Hop-/BritHop-Karriere als MC bei Jus Bad, wo auch DJ Pogo, Sparki und MC Mell'O' beteiligt waren. Die Gruppe veröffentlichte die Single Free Style/Proud 1988 beim Indielabel Tuff Groove.
Monie Love erhielt die erste öffentliche Aufmerksamkeit in den USA 1989 für ihren Cameo-Auftritt in Queen Latifahs Grammy-gekrönter und feministischer Single Ladies First, in der Single Doin' Our Own Dang der Jungle Brothers und in De La Souls Hitsingle Buddy. Diese Würdigung führte zu einem Vertrag bei Warner Bros. Records, der Monie Love zu einem der wenigen britischen Hiphopkünstler machte, die von einem größeren Label veröffentlicht wurden.
Monie Love hat ebenso einen Platz in der Geschichte des Hip-Hop als Mitglied von Native Tongues, einem positiv eingestellten Hip-Hop-Kollektiv, das aus Queen Latifah, De La Soul, A Tribe Called Quest, den Jungle Brothers und zahlreichen anderen Leuten bestand.
Loves Debütalbum Down To Earth enthielt zwei Grammy-nominierte Hits, Monie in the Middle (ein Lied, das an einer Highschool spielt und in dem es um das Recht einer Frau geht zu entscheiden, was sie von einer Beziehung für sich erwartet) und It's a Shame (My Sister), das ein Sample von dem Lied It's a Shame von The Spinners, das von Stevie Wonder geschrieben wurde, enthält und das in Zusammenarbeit mit Ultra Naté entstand. Das Album erreichte Platz 26 in den R&B/Hip-Hop-Albumcharts.
Monie Love beteiligte sich 1991 auf dem Remix ihres Bruders Dave Angel von Whitney Houstons Hit My Name Is Not Susan und erschien im Musikvideo neben Whitney Houston. 1992 erreichte Loves Single Full Term Love aus dem Soundtrack zum Film Class Act Platz 7 in den Hip-Hop-Charts.
Sie arbeitete 1993 auf ihrem zweiten Album In A Word or 2, auf dem sich auch die von Prince produzierte Single Born 2 B.R.E.E.D. (das Platz eins in den Dance-Charts und Platz 7 in den Rapcharts erreichte) sowie eine Wiederveröffentlichung von Full Term Love befand, mit Marley Marl zusammen. Im selben Jahr fragte Prince bei ihr an, ob sie die Texte für ein paar Lieder von Carmen Electras gleichnamigen Album schreiben würde.
Loves letzte musikalische Veröffentlichung war die EP Slice of Da Pie im Jahre 2000.

## Radiokarriere
Von 2004 bis Dezember 2006 war Monie Love Morgenmoderatorin auf dem Sender WPHI-FM in Philadelphia. Ihr einvernehmlicher Weggang von diesem Sender folgte kurz nach einem Interview mit Young Jeezy, in dem beide diskutierten, ob Hip-Hop tot sei.
Monie Love ist laut ihrer MySpace-Seite offizieller MySpace.com-DJ. Sie wohnt zurzeit in Philadelphia, Pennsylvania, und ist alleinerziehende Mutter von vier Kindern. Sie moderiert eine Radiosendung auf XM Satellite Radio namens Ladies First Radio with Monie Love.

## Diskografie

### Alben
- 1990 Down to Earth
- 1993 In A Word Or 2

### Singles/EPs
- 1989 I Can Do This
- 1989 Grandpa's Party
- 1990 Monie in the Middle
- 1991 It's A Shame (My Sister)
- 1991 Down 2 Earth
- 1991 Ring My Bell Monie Love vs. Adeva
- 1991 Work It Out
- 1992 Full Term Love
- 1993 Born 2 B.R.E.E.D.
- 1993 In A Word Or 2
- 1993 Never Give Up
- 2000 Slice of Da Pie